# Pallamano Noci
La Pallamano Noci è una società italiana di pallamano maschile di Noci (BA), che milita in Serie A Bronze.

## Storia
La Pallamano Intini Noci nasce nel 1976. La società sportiva, con sede in Noci, paese di 20 000 abitanti a 50 km da Bari, importante centro turistico e gastronomico del sud-est barese insieme a Putignano ed Alberobello, fu fondata nel 1973 grazie al contributo di un imprenditore locale, Pietro Colucci, titolare della Vini Barsento ed alla passione di un docente di educazione fisica, il prof. Vittorio Laera, pioniere della pallamano in Puglia. 
Noci ha visto esordire la seconda società di pallamano tesserata FIGH della regione con il gruppo sportivo Vini Barsento Noci appunto, collocandosi tra le primissime società di pallamano tesserate in Italia. Non a caso la pallamano nocese ha contribuito a creare un notevole interesse per questa disciplina nei giovani della nostra regione organizzando tornei e manifestazioni dimostrative soprattutto nei comuni limitrofi che fanno oggi del nostro comprensorio un distretto della pallamano a rilevanza nazionale.
Nel 1978 conclusa l'esperienza della Vini Barsento, atleti e dirigenti decisero di continuare la loro avventura costituendo la società sportiva Pallamano Noci che per sostenersi finanziariamente nel suo primo anno di attività ricorse alla sottoscrizione popolare con la generosa risposta dei nocesi che dimostrarono tutto il loro attaccamento ai colori biancoverdi

## Rosa 2020-2021
| N° | Naz.              | Ruolo | Sportivo              | Anno |  |  |
| -- | ----------------- | ----- | --------------------- | ---- |  |  |
| 1  | Italia (bandiera) | P     | Gianluca Giannini     | 1999 |  |  |
| 12 | Italia (bandiera) | P     | Riccardo Fasanelli    | 1998 |  |  |
| 21 | Italia (bandiera) | P     | Antonio Mastroscianni | 1995 |  |  |
| 2  | Italia (bandiera) | A     | Daniele De Luca       | 2002 |  |  |
| 3  | Italia (bandiera) | T     | Giuseppe D'Aprile     | 1989 |  |  |
| 4  | Italia (bandiera) | A     | Sergio Recchia        | 1994 |  |  |
| 5  | Italia (bandiera) | PV    | Raffaello Corcione    | 1991 |  |  |
| 7  | Italia (bandiera) | T     | Vincenzo Laera        | 1998 |  |  |
| 9  | Italia (bandiera) | T     | Giulio Piepoli        | 1996 |  |  |
| 10 | Italia (bandiera) | C     | Mario Fasano          | 2001 |  |  |
| 11 | Italia (bandiera) | A     | Antonio De Finis      | 1988 |  |  |
| 14 | Italia (bandiera) | PV    | Angelo Laera          | 1995 |  |  |
| 15 | Italia (bandiera) | C     | Francesco Degiorgio   | 1996 |  |  |
| 18 | Italia (bandiera) | A     | Natale Parisi Nisi    | 1996 |  |  |
| 19 | Italia (bandiera) | A     | Angelo Martino        | 1999 |  |  |
| 20 | Italia (bandiera) | PV    | Kevin Labate          | 2000 |  |  |
| 23 | Italia (bandiera) | T     | Francesco Putignano   | 2002 |  |  |
| 25 | Italia (bandiera) | PV    | Samuele Quarato       | 2001 |  |  |
| 28 | Italia (bandiera) | PV    | Domenico Borracci     | 2000 |  |  |
| 29 | Italia (bandiera) | A     | Davide Vicenti        | 1997 |  |  |
| 30 | Italia (bandiera) | T     | Paolo Albanese        | 1994 |  |  |
| 66 | Italia (bandiera) | T     | Giuseppe Giannuzzi    | 2000 |  |  |
| 73 | Italia (bandiera) | T     | Dario Montalto        | 1997 |  |  |
|    | Italia (bandiera) | A     | Vito Intini           | 1998 |  |  |
|    | Italia (bandiera) | A     | Nicola Putignano      | 1998 |  |  |

### Staff
- Allenatore:  Domenico Iaia